# Nemzetőrség (1848)
1848. március 15-én a pesti forradalom 12 pontjának egyikében nemzeti őrsereget követelt. Ez az intézmény a polgári forradalmak jellegzetes vívmánya volt, találkozhatunk vele a francia forradalomban 1789-ben, vagy az amerikai függetlenségi háborúban. A magyar nemzetőrség megalakítása azért volt különösen fontos, mert ennek a keretein belül ismerkedhetett meg a férfi lakosság egy jelentős része a fegyverforgatás alapjaival, illetve ebben a sajátos „proto-hadseregben” uralkodó félkatonai szabályrendszerrel.
Sokkal nehezebb legyőzni az olyan országot, amelyet saját polgárai védenek, mint amelyért csak megfizetett zsoldoshadsereg harcol.

## A nemzetőri intézmény

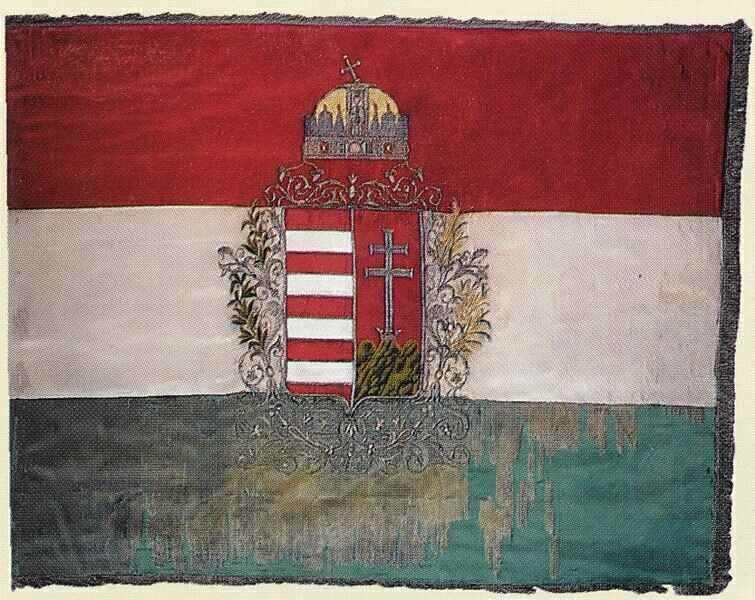
A Pest megyei nemzetőrség IV. zászlóaljának zászlaja 1848-ban

A nemzetőri szolgálatot minden 20 és 50 év közötti életkorú, városokban vagy rendezett tanácsú községekben 200 forint értékű házzal vagy földdel, egyéb községekben ½ jobbágytelekkel vagy azzal megegyező nagyságú földdel, illetve évi 100 pengő tiszta jövedelemmel rendelkező férfira kiterjesztették. Lovas vagy gyalogos szolgálat közül lehetett választani, de ha valaki nem lett lovas, annak mindenképpen gyalogosként kellett szolgálnia. Batthyány Lajos 1848. április 20. körül hozta létre a nemzetőrség vezérlésének legfelsőbb szervét, az Országos Nemzetőrségi Haditanácsot. Batthyány többször is kijelentette, hogy a Haditanácsot a miniszterelnöki hivatal kiegészítő részének tekinti. A nemzetőrség irányítói Batthyány után Nádosy Sándor ezredes, majd a Haditanács hadügyminisztériumba olvasztása után Mészáros Lázár hadügyminiszter, azt követően 1849 májusától Szemere Bertalan belügyminiszter és miniszterelnök volt. A hadügyminisztérium és a katonai hatóságok csak is a tábori szolgálatra mozgósított nemzetőrséggel rendelkeztek.

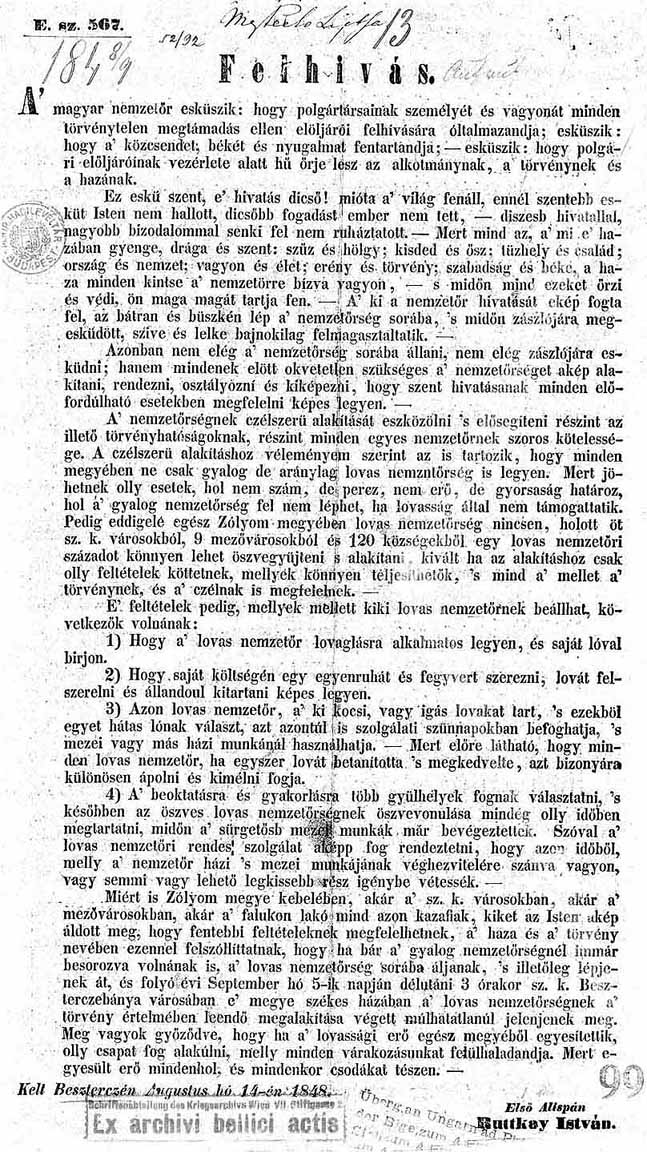
Felhívás a nemzetőrségbe való belépésre

Hasonlóan a reguláris alakulatokhoz, a nemzetőrség hadszervezeti alapegysége is a zászlóalj volt. Egy városban általában egy, egy megyében egy-négy zászlóalj volt. A zászlóaljak alapegységei a századok, a századok alapegységei a szakaszok voltak. Még Erdély, a katonai határőrvidék és Horvátország nélkül is 350-380 ezer nemzetőrt írtak össze, ebből elenyésző számú, 6000 lovas nemzetőr volt. Noha tüzérségről nem rendelkeztek törvényi szinten, az alakulatok igyekeztek ágyúhoz jutni – ennek ellenére mindössze Aradon tudunk egy tüzéralakulatról. A tisztjeiket századosig maguk választhatták, kiképzésüket a nyugalmazott cs. kir. tisztekre bízták. A törvények elvben lehetővé tették, hogy a nemzetőr alakulatokat hatáskörükön túl vessék be, azonban ez a törvény meghozásakor elég valószínűtlennek tűnt. A délvidéki szerb lázadás és vérengzés viszont hamarosan elgondolkodtatta a vezetőket, hogy a nemzetőrséget mennyire lehet katonai célokra alkalmazni. A déli határokon fegyverkező horvátok és lázadó szerbek ellen váltásokban tömegével vezényeltek nemzetőröket, a váltások ideje 4–8 hét között változott. A nemzetőr alakulatok gyakran vallottak kudarcot, mert mire beleszoktak volna a szolgálatba, térhettek is haza.

## Az önkéntes mozgó nemzetőrség

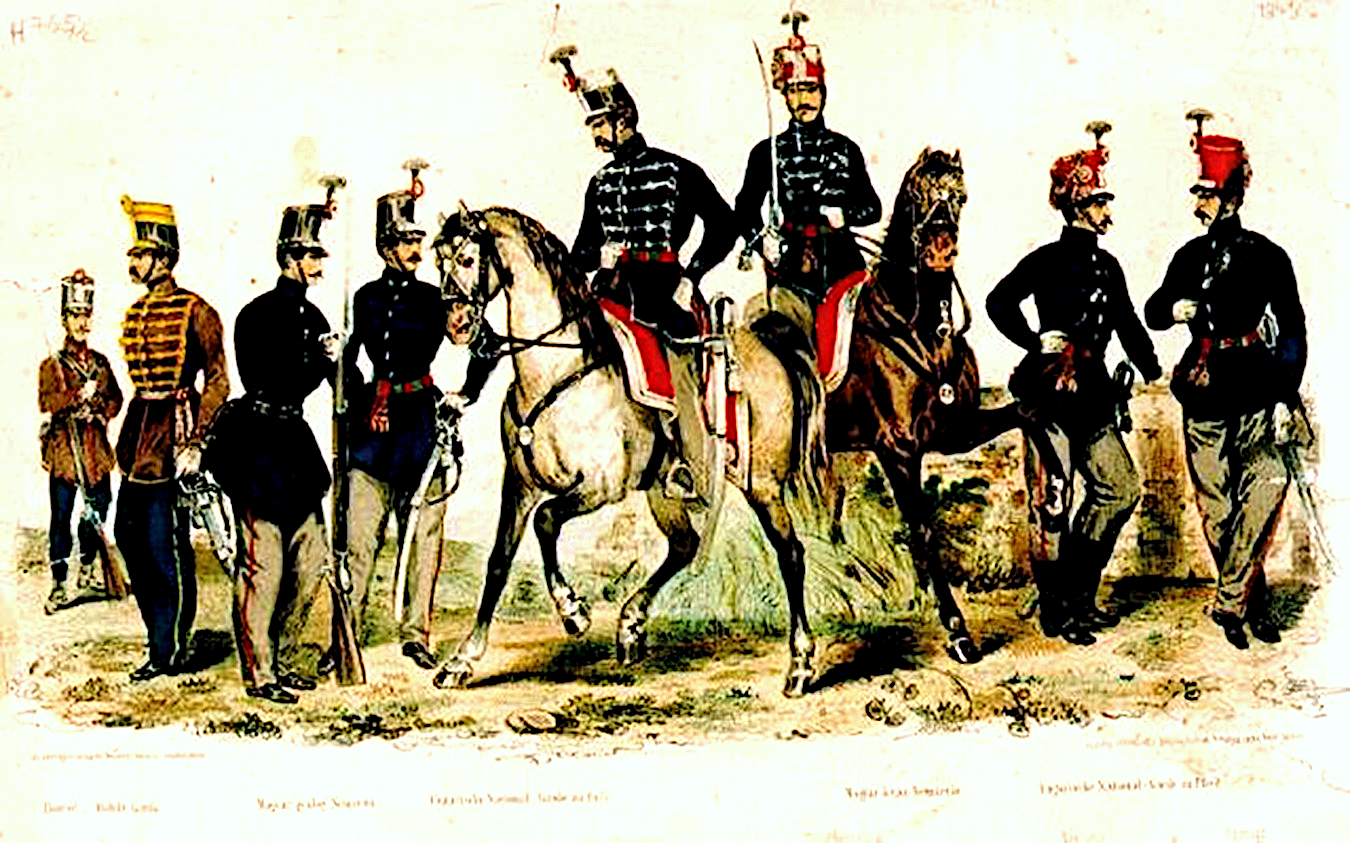
A nemzetőri viseletről készült korabeli színezett nyomtatvány

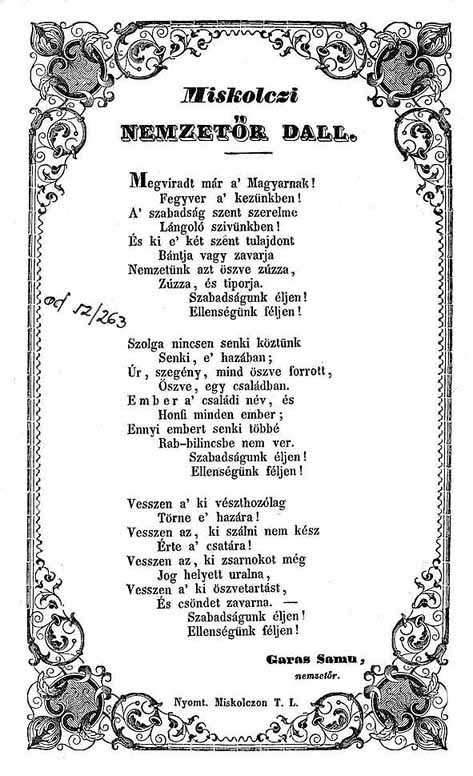
Garass Samu verse a miskolci nemzetőrök számára

Mivel a nemzetőrség nem váltotta be a hozzá fűzött reményeket, ezért Batthyány augusztus 13-án rendeletben fordult a törvényhatóságokhoz, amelyben utasította őket „egy nemzetőrökből álló hadi erő” teremtésére, önkéntes alapon. Nyilvánvalóan szükségessé tette ezeket a módosításokat a nemzetőrség korábbi mozgósítása körüli számos keserű tapasztalat, kezdve a felfegyverzési és kiképzési hiányosságoktól egészen a harctéren nyújtott rossz eredményekig. A rendelet értelmében az önkénteseket össze kell gyűjteni, századokba kell szervezni, és be kell gyakoroltatni katonaszolgált személyekkel. A honvédekkel megegyező fizetést fognak kapni, és az ő rendszabályaik rájuk is érvényesek. A nemzetőrséget a korábbi keretein belül megszüntették, a rájuk vonatkozó rendeleteket semmisnek tekintették, kivéve az éppen folyamatban lévő és a még augusztusban érvénybe lépő rendeleteket. Mindazonáltal a rendeletben szereplő kitételek miatt egyértelművé vált, hogy az új nemzetőrséget nem fogják egyből a drávai vagy a bácsi védvonalra vezényelni.
Batthyány újabb, augusztus 27-i rendelete a mozgó nemzetőrség egységeit négy kerületi táborba vonta össze: A dunántúli nemzetőrség összpontosítási helye Pápa, a Dunán innenié Vác, a Tiszán innenié Szolnok, a tiszántúlié Arad. Szolnok és Vác vasútvonalak mentén helyezkedtek el, valamint a szolnoki csapatokat bármikor Szeged védelmére lehetett indítani a Tiszán, vagy a Váci csapatokat Komáromhoz vagy az Al-Dunához. A pápai tábor ugyanannyira volt Komáromtól, Székesfehérvártól és Keszthelytől. Az aradi tábor kijelölésekor számítottak a vár használatba vételére is.
A négy tábor parancsnokainak honvéd (azaz nem nemzetőr!) őrnagyi rangban Kosztolányi Mórt (Pápa), Görgei Artúrt (Szolnok), Ivánka Imrét (Vác) és Máriássy Jánost (Arad) nevezték ki.
Az önkéntesek eltérő számban vonultak a zászlók alá. Kosztolányi és Ivánka hamarosan 4 zászlóaljnyi, 3500-4000 fős seregekkel vonultak a dunántúli magyar csapatokhoz, míg Görgei és Máriássy egy zászlóaljat tudott szervezni. Az egyes kerületek azonban 5-6000 önkéntest is adtak, akiknek a nagy része a háború végéig szolgált. Kosztolányi és Ivánka csapataiból később 3-3 honvédzászlóalj lett (18., 46., 70. és 62., 66. valamint a 71.), Görgeiéből és Máriássyéból egy-egy (a 48. és a 72.). Más nemzetőr alakulatokat is fokozatosan beolvasztottak a honvédségbe, így a pestiekből a 14., a zalaiakból a 47., a baranyaiakból az 51., a somogyiakból a 60. és a szatmáriakból a 88. honvédzászlóalj lett.